# La larga marcha a través de las instituciones

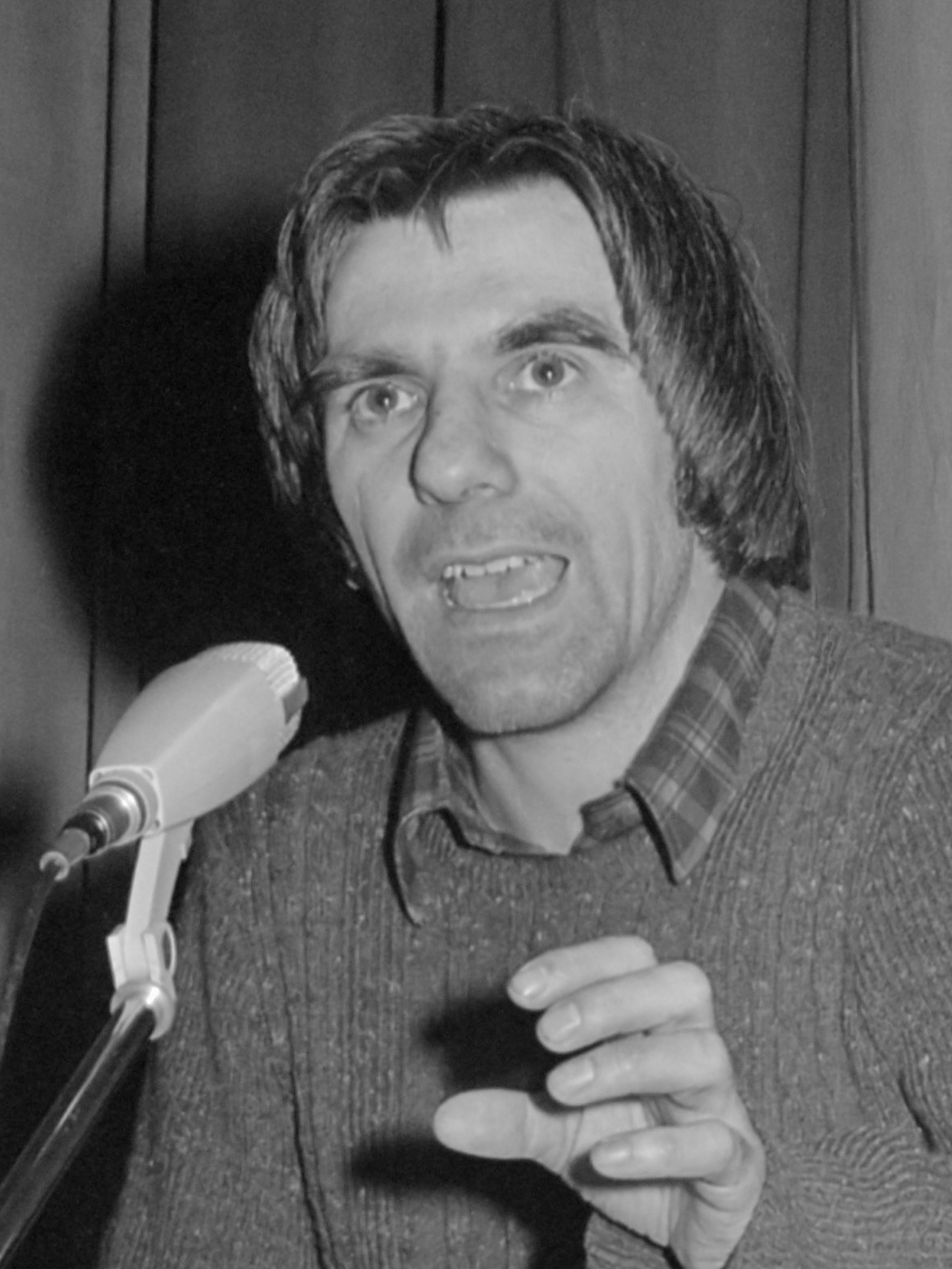
Rudi Dutschke

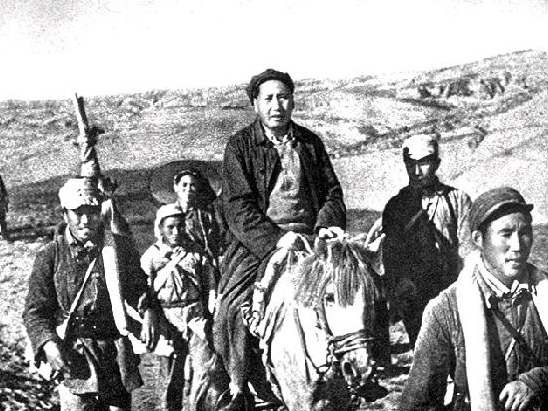
Mao sobre la Gran Marcha del Ejército Rojo Chino

La larga marcha a través de las instituciones (en alemán: der lange Marsch durch die Institutionen) es un eslogan acuñado por el activista estudiantil socialista Rudi Dutschke alrededor de 1967 para describir su estrategia para establecer las condiciones para la revolución: subvertir la dominación capitalista de la sociedad ingresando a instituciones como las profesiones. La frase "larga marcha" es una referencia a la prolongada lucha de los comunistas chinos, que incluyó una Larga Marcha física de su ejército a través de China.

## Influencias
Se han observado similitudes entre la marcha larga y la idea de "guerra de posición" de Antonio Gramsci. Sin embargo, falta evidencia de que Dutschke estuviera al tanto del trabajo de Gramsci en ese momento. No se menciona a Gramsci en los diarios o la biografía de Dutschke, en contraste con muchas menciones de György Lukács, Che Guevara y Mao Zedong.
El filósofo marxista Ernst Bloch conoció a Dutschke en Bad Boll en 1968 y admiró su integridad y determinación, cualidades sobre las que había escrito en El principio de la esperanza (Das Prinzip Hoffnung) como esenciales para el logro de la utopía.
El filósofo germano-estadounidense Herbert Marcuse y Dutschke trabajaron juntos al menos desde 1966, cuando organizaron una conferencia contra la guerra en el Instituto de Investigación Social. Marcuse le escribió a Dutschke en 1971 para estar de acuerdo con esta estrategia: "Déjame decirte esto: que considero tu noción de la 'larga marcha a través de las instituciones' como la única forma efectiva..." En su libro de 1972, Contrarrevolución y rebelión, Marcuse escribió:

Para extender la base del movimiento estudiantil, Rudi Dutschke ha propuesto la estrategia de la larga marcha a través de las instituciones: trabajar contra las instituciones establecidas mientras se trabaja dentro de ellas, pero no simplemente 'taladrando desde adentro', sino ' haciendo el trabajo, aprendiendo (cómo programar y leer computadoras, cómo enseñar en todos los niveles educativos, cómo usar los medios de comunicación, cómo organizar la producción, cómo reconocer y evitar la obsolescencia programada, cómo diseñar, etc.) , y al mismo tiempo preservar la propia conciencia al trabajar con otros.
La larga marcha incluye el esfuerzo concertado para construir contrainstituciones. Durante mucho tiempo han sido un objetivo del movimiento, pero la falta de fondos fue en gran parte responsable de su debilidad y su calidad inferior. Deben hacerse competitivos. Esto es especialmente importante para el desarrollo de "medios" radicales y "libres". El hecho de que la izquierda radical no tenga igual acceso a las grandes cadenas de información y adoctrinamiento es en gran parte responsable de su aislamiento.

### Trabajos citados
- Davidson, Carl (2006), Strategy, Hegemony and the 'Long March': Gramsci's Lessons for the Antiwar Movement, ISBN 9781430329589.
- Degroot, Gerard (2014), «Rudi Dutschke's Long March», Student Protest: The Sixties and After, Routledge, ISBN 9781317880493.
- Kimball, Roger (2001), The Long March: How the Cultural Revolution of the 1960s Changed America, Encounter Books, ISBN 978-1893554306.
- Marcuse, Herbert (1972). Counterrevolution and Revolt. Boston: Beacon Press. p. 55–56. ISBN 0-8070-1533-4.
- —— (2014), Marxism, Revolution and Utopia: Collected Papers of Herbert Marcuse 6, Routledge, ISBN 9781317805564.

### Otros
- Dalton, Russell (1987), «Generational Change in Elite Political Beliefs: The Growth of Ideological Polarization», The Journal of Politics 49 (4): 976-997, doi:10.2307/2130780.
- Flechtheim; Rudzio; Vilmar; Wilke (1980), Der Marsch der DKP durch die Institutionen: Sowjetmarxistische Einflußstrategien und Ideologien, Frankfurt am Main: Fischer-Taschenbuch-Verlag, ISBN 3-596-24223-1.
- Horchem, Hans Josef (1973), «The Long March Through the Institutions», Conflict Studies (Institute for the Study of Conflict) 33.
- —— (1975), Extremisten in einer selbstbewussten Demokratie, Freiburg im Breisgau: Herder, ISBN 3-451-07515-6.
- Niedenhoff, Horst-Udo (1979), Auf dem Marsch durch die Institutionen, Köln: Deutscher Instituts-Verlag, ISBN 3-88054-325-9.
- Ross, Robert (2010), «Reflections on the Sociology Liberation Movement of 1968», Crisis, Politics and Critical Sociology (BRILL), ISBN 9789004179486.
- Rudorf, Reginald (1994), Die vierte Gewalt, Frankfurt am Main: Ullstein, ISBN 3-548-36635-X.
- Schelsky, Helmut (10 de diciembre de 1971), «Die Strategie der "Systemüberwindung". Der lange Marsch durch die Institutionen.», Frankfurter Allgemeine Zeitung.
- Suri, Jeremi (1 de febrero de 2009), «The Rise and Fall of an International Counterculture 1960–1975», The American Historical Review 114 (1): 45-68, doi:10.1086/ahr.114.1.45.
- Waldman, Eric (1976), Deutschlands Weg in den Sozialismus, Mainz: V. Hase + Koehler, ISBN 3-7758-0922-8.

- Datos: Q1902585